# Чировичи (Минский район)
Чировичи (бел. Чы́равічы) — деревня в Минском районе Минской области Республики Беларусь. В составе Шершунского сельсовета.

## География
В 5 километрах от деревни Рогово. Пролегает дорога Н8966.
Ближайшие населённые пункты Мидровщина, Тонелево, Хотяновщина и др.

### Гидрография
Небольшой пруд.

## Этимология
Во времена Великого Княжества Литовского деревня упоминается как Сzyrewicze. После включения деревни в состав БССР изменено её название.
По одной из версий, в основе географического объекта лежит старославянское слово, обозначающее кожаную обувь – «черевики», или «чивирики» (уменьшительно-ласкательное от «черевички»)

## История
В 1905 году в Радошковской волости Вилейского уезда Виленской губернии.
Во времена Великой Отечественной войны деревня была сожжена. Только за декабрь 1943 года были разрушены 32 дома и загублены 4 человека.

## Население

### Численность
- 2019 год — 15 жителей

### Динамика
- 1905 год — 10 жителей (5 муж. и 5 жен.), усадьба; 169 жителей (95 муж. и 74 жен.), деревня[2]
- 1999 год — 39 жителей (перепись населения)
- 2009 год — 33 жителя (перепись населения)[2]
- 2012 год — 29 жителей
- 2019 год — 15 жителей (перепись населения)
- 2023 год — 10 жителей